# Downward Is Heavenward
Downward Is Heavenward (с англ. — «Вниз значит к раю») — четвёртый студийный альбом американской пост-хардкор группы Hum, выпущенный 27 января 1998 года на лейбле RCA Records. Альбом был спродюсирован Марком Рубелом и самой группой в студии Pogo в городе Чикаго, штат Иллинойс. Из-за слабых продаж альбома участники группы расторгли контракт с лейблом, а после группа Hum распалась.

## Список композиций
Все тексты написаны Мэттом Тэлботтом, вся музыка написана Hum.
| №                   | Название                      | Длительность |
| ------------------- | ----------------------------- | ------------ |
| 1.                  | «Isle of the Cheetah»         | 6:38         |
| 2.                  | «Comin’ Home»                 | 2:45         |
| 3.                  | «If You Are to Bloom»         | 5:11         |
| 4.                  | «Ms. Lazarus»                 | 3:38         |
| 5.                  | «Afternoon with the Axolotls» | 6:27         |
| 6.                  | «Green to Me»                 | 3:56         |
| 7.                  | «Dreamboat»                   | 6:07         |
| 8.                  | «The Inuit Promise»           | 6:07         |
| 9.                  | «Apollo»                      | 5:47         |
| 10.                 | «The Scientists»              | 5:26         |
| Общая длительность: | Общая длительность:           | 52:04        |

## Участники записи
| Hum - Мэтт Тэлботт — вокал, ритм-гитара - Тим Лэш — бэк-вокал, соло-гитара - Джефф Димпси — бэк-вокал, бас-гитара - Брайан Сент Пир — бэк-вокал, барабаны | Производственный персонал - Марк Рубел — продюсер, звукорежиссёр - Том Хеберт — помощник звукорежиссёра - Брайан Мэлауф — микширование - Брайан Гартен — помощник микширования - Джеймс Мюррей — помощник микширования - Стивен Маркуссен — мастеринг - Дон К. Тайлер — цифровой монтаж - Энди Мюллер — фотограф, дизайн |